# 김원섭
김원섭(金元燮, 1978년 12월 18일 ~ )은 전 KBO 리그 KIA 타이거즈의 외야수이자, 현재 김원섭 베이스볼 아카데미의 감독이다.

## 선수 시절

### 아마추어 시절
제50회 황금사자기 전국고교야구대회 타격상, 제 34회 대통령기 대학야구대회 타격상을 수상했다.

### 두산 베어스시절
1997년에 2차 6순위로 지명을 받은 뒤 단국대학교를 졸업하고 2001년에 입단하였다.
학창 시절과 달리 프로에 와서는 제대로 된 활약을 보여주지 못했다. 1군에서 단 한 시즌만 보낸 후 2003년 5월 당시 KIA 타이거즈 내야수였던 이동수와 트레이드됐다.

### KIA 타이거즈시절
주로 2군에서 출장하다가 2006년 이후 많은 경기에 출장했다.
2008년에 처음으로 규정 타석에 진입했고, 또한 3할 이상의 타율을 기록했다. 주로 테이블 세터로 출장했다.
2009년 시즌 초반 이용규가 부상으로 빠지자 1번 타자로 나서며 팀을 이끌었고 8월 9일에는 정우람을 상대로 끝내기 만루 홈런을 쳐 내며 페넌트레이스에서 우승하는데 큰 역할을 했다. 2015년 7월 28일 자신의 1000경기 출전을 자축하는 끝내기 3점 홈런을 또 정우람을 상대로 쳐 냈다.

## 야구선수 은퇴 후
2018년부터 KIA 타이거즈의 전력분석원으로 활동했다.

## 별명
마른 편인 몸과 작은 얼굴을 가진 탓에 북한 사람과 비슷해 '북한 용병', '인민군', '원섭동무'라고 불린다. 그가 친 홈런도 '대포동 미사일'이라는 별칭으로 부른다.

## 트리비아
만성 간염을 앓고 있다.

## 출신 학교
- 서울장안초등학교
- 배명중학교
- 배명고등학교
- 단국대학교

## 통산 기록
| 연도 | 팀명   | 타율  | 경기 | 타수 | 득점 | 안타 | 2루타 | 3루타 | 홈런 | 루타 | 타점 | 도루 | 도실 | 볼넷 | 사구 | 삼진 | 병살 | 실책 |
| ---- | ------ | ----- | ---- | ---- | ---- | ---- | ----- | ----- | ---- | ---- | ---- | ---- | ---- | ---- | ---- | ---- | ---- | ---- |
| 2001 | 두산   | 0.171 | 38   | 35   | 12   | 6    | 1     | 0     | 0    | 7    | 2    | 3    | 0    | 5    | 0    | 7    | 2    | 0    |
| 2003 | KIA    | 0.154 | 19   | 13   | 0    | 2    | 1     | 0     | 0    | 3    | 1    | 1    | 0    | 3    | 1    | 1    | 0    | 0    |
| 2004 | KIA    | 0.265 | 41   | 34   | 3    | 9    | 0     | 0     | 0    | 9    | 1    | 0    | 3    | 3    | 0    | 8    | 0    | 0    |
| 2005 | KIA    | 0.040 | 28   | 25   | 5    | 1    | 0     | 0     | 0    | 1    | 0    | 0    | 0    | 1    | 0    | 6    | 2    | 0    |
| 2006 | KIA    | 0.337 | 94   | 181  | 26   | 61   | 5     | 3     | 0    | 72   | 13   | 12   | 2    | 14   | 0    | 27   | 2    | 0    |
| 2007 | KIA    | 0.243 | 114  | 313  | 40   | 76   | 11    | 4     | 3    | 104  | 28   | 9    | 9    | 38   | 2    | 58   | 5    | 2    |
| 2008 | KIA    | 0.305 | 106  | 344  | 55   | 105  | 14    | 4     | 0    | 127  | 30   | 21   | 8    | 51   | 3    | 50   | 3    | 0    |
| 2009 | KIA    | 0.301 | 101  | 356  | 74   | 107  | 14    | 9     | 8    | 163  | 43   | 20   | 10   | 56   | 6    | 55   | 8    | 0    |
| 2010 | KIA    | 0.238 | 111  | 353  | 43   | 84   | 16    | 3     | 5    | 121  | 28   | 15   | 6    | 56   | 2    | 63   | 5    | 3    |
| 2011 | KIA    | 0.271 | 87   | 269  | 36   | 73   | 18    | 2     | 2    | 101  | 30   | 1    | 3    | 32   | 0    | 28   | 4    | 0    |
| 2012 | KIA    | 0.303 | 120  | 386  | 60   | 117  | 21    | 4     | 3    | 155  | 61   | 8    | 4    | 69   | 2    | 54   | 12   | 0    |
| 2013 | KIA    | 0.188 | 42   | 96   | 12   | 18   | 8     | 0     | 1    | 29   | 12   | 1    | 0    | 23   | 0    | 20   | 0    | 2    |
| 2014 | KIA    | 0.225 | 44   | 80   | 21   | 18   | 4     | 1     | 0    | 24   | 13   | 3    | 1    | 17   | 0    | 13   | 2    | 0    |
| 2015 | KIA    | 0.267 | 110  | 277  | 45   | 74   | 13    | 5     | 5    | 108  | 33   | 8    | 5    | 53   | 3    | 46   | 5    | 0    |
| 2016 | KIA    | 0.219 | 37   | 73   | 10   | 16   | 5     | 0     | 0    | 21   | 12   | 1    | 0    | 15   | 0    | 16   | 2    | 1    |
| 통산 | 15시즌 | 0.271 | 1092 | 2835 | 442  | 767  | 131   | 33    | 217  | 1045 | 307  | 103  | 51   | 436  | 19   | 452  | 52   | 8    |